# Cyclosa hexatuberculata
Cyclosa hexatuberculata är en spindelart som beskrevs av Benoy Krishna Tikader 1982. Cyclosa hexatuberculata ingår i släktet Cyclosa och familjen hjulspindlar. Inga underarter finns listade i Catalogue of Life.